# 다케바시 사건
타케바시 사건(일본어: 竹橋事件 타케바시지켄[*])은 1878년(메이지 11년) 8월 23일 타케바시 부근에 주둔하고 있던 일본 제국 육군 근위병 부대가 일으킨 무장반란이다.
세이난 전쟁 이후의 재정절감, 논공행상에 대한 불평이 반란 동기로 알려져 있다. 오카모토 류노스케 소위를 중심으로 한 반란군은 긴축재정을 도모했다고 알려진 대장경 오쿠마 시게노부의 관저를 포격하고 천황에게 직소하기 위해 아카사카 가황거로 가려 했으나 중도에 가로막혀 실패하고 투항했다.
군 내부 질서 유지를 위한 헌병대 창설의 계기가 되었으며, 근위병 이외의 황거 경비 조직으로 문부(門部, 이후의 황궁경찰)이 설치되었다. 태평양 전쟁 이후까지 상세한 내막은 밝혀지지 않았으며, 최근에는 자유민권운동과의 연결성을 제기하는 연구도 있다.

## 같이 보기
- 세이난 전쟁